# Glossophaga morenoi
Glossophaga morenoi је врста слепог миша из породице љиљака-вампира (Phyllostomidae).

## Распрострањење
Ареал врсте је ограничен на једну државу. Мексико је једино познато природно станиште врсте.

## Станиште
Станишта врсте су шуме и речни екосистеми.

## Угроженост
Ова врста није угрожена, и наведена је као последња брига јер има широко распрострањење.